# (秘)ひらめ筋
『(秘)ひらめ筋』（ひみつのひらめきん）は、2005年4月6日から同年9月28日まで日本テレビ系列局で毎週水曜 24:20 - 24:50（JST）に放送された日本テレビ製作のスポーツバラエティ番組。
同タイトルでの放送は半年間だけだったが、その後の2005年10月に『世界!超マネー研究所』跡地の土曜19:00枠へ移動し、『ひらめ筋GOLD』と名を改めた上で続けられた。

## 出演者
- 雨上がり決死隊（蛍原徹・宮迫博之）
- 山﨑賢太
- KABA.ちゃん
- IZAM
- マイケル
- 柏木貴代
- 西秋愛菜
- 福井未菜
- ペナルティ（ヒデ・ワッキー）
- 庄司智春（品川庄司）
- 伊津野亮（ナレーター）

## エンディングテーマ
- 2005年4月 「光」（Zwei）
- 2005年5月 「大切な人」（植村花菜）
- 2005年6月 「DOOR」（キリト）
- 2005年7月 「テ・ケロ テ・アモ〜夏の夏の恋〜」（北原愛子）
- 2005年8月 「Summer time cruisin'」（COLOR）
- 2005年9月 「Mo' One パンチ」（エイジアエンジニア）

## スタッフ
- 構成 - 上野耕平、武田郁之輔、佐藤がっかり
- 監修 - 〆谷浩斗
- リサーチ - 磐木大
- TM  - 古井戸博
- TP  - 鴇田晴海
- カメラマン - 小泉明浩、海野太郎
- 音声 - 大矢幸男
- 照明 - 佐々野昌樹
- 美術 - 石附千秋
- メイク - 市瀬ひとみ
- VTR編集 - 須藤康則
- MA - 植木俊彦
- 音効 - 舟生孝太郎
- TK  - 山沢啓子
- 広報 - 岸川夕子
- 制作進行 - 三浦正義
- AP - 生田目瑞穂、飯田知佳
- ディレクター - 髙野子賢一、牧田潤也、大場剛、大畠憲彦、武末大作、河野真憲
- 演出 - 似鳥利行
- プロデューサー - 糸井聖一、中村昌哉
- チーフプロデューサー - 吉川圭三、長尾泰希
- 技術協力 - NTV映像センター、テレテックメディアパーク
- 美術協力 - 日本テレビアート
- 制作協力 - 極東電視台

| 日本テレビ 水曜24:20枠                         | 日本テレビ 水曜24:20枠                 | 日本テレビ 水曜24:20枠                           |
| 前番組                                         | 番組名                                 | 次番組                                           |
| ---------------------------------------------- | -------------------------------------- | ------------------------------------------------ |
| アッコとマチャミの新型テレビ （24:20 - 24:50） | (秘)ひらめ筋 （2005年4月 - 2005年9月） | マルバレ! （24:20 - 24:50、木曜25:29枠から移動） |